# Agylla steniptera
Agylla steniptera là một loài bướm đêm thuộc phân họ Arctiinae, họ Erebidae.